# Contrabando y traición
«Contrabando y traición» es el nombre de una canción mexicana, conocida también como «Camelia, la texana», cuya letra fue escrita por Ángel González en 1972. La canción alcanzó el éxito al ser interpretada por Los Tigres del Norte y ser incluida en el disco LP que se grabó con el mismo nombre en 1974. Esta canción dio auge al narcocorrido, y revitalizó el corrido en México.

## Letra
De acuerdo a su autor, Ángel González, la historia es imaginaria aunque sí utilizó nombres verdaderos de personas involucradas en el narcotráfico. El tema de la historia relata la hazaña de una pareja de narcotraficantes, Emilio Varela y Camelia la Texana. Ambos transportan, de México, la ciudad de Tijuana, Baja California, a los Estados Unidos, la ciudad de Los Ángeles, California, varios kilos de marihuana ocultos en las llantas de su automóvil. Tras cobrar el dinero por la entrega del cargamento, Emilio pretende finalizar su relación con Camelia para reunirse con su verdadero amor en San Francisco, pero Camelia, al sentirse traicionada, lo asesina. No es tan sólo una historia de tráfico de drogas, sino también un retrato de la ideología romántica presente en la música tradicional mexicana, que entiende el amor como dueñidad y legitima el asesinato a quien desafía esa idea de dueñidad.

## Obras inspiradas en la canción
En 1975, Ángel González escribió la canción “Ya encontraron a Camelia”, la cual también fue grabada por Los Tigres del Norte y fue incluida en el disco LP La banda del carro rojo.
En 1975, se filmó la película Contrabando y traición (Camelia la Texana) dirigida por Arturo Martínez y quien adaptó el guion a partir de la historia de la canción. La película fue protagonizada por Valentín Trujillo Gazcón y Ana Luisa Peluffo. En 1976, Arturo Martínez filmó la secuela Mataron a Camelia la Texana, otra vez protagonizada por Ana Luisa Peluffo.
En 2002, el escritor español Arturo Pérez-Reverte publicó la novela La Reina del Sur. Pérez-Reverte declaró haber escrito la historia de Camelia la Tejana, en diferentes andanzas —y con el nombre de Teresa Mendoza—, pero con el mismo espíritu contestatario y de desengaño.

El día que oí el corrido de Camelia la Tejana sentí la necesidad de escribir yo mismo la letra de una de aquellas canciones. Pero no tengo ni idea de música, ni sé resumir en pocas palabras historias perfectas como las que esa raza cuenta. Carezco del talento de Los Tigres del Norte o Los Tucanes de Tijuana, o de Chalino Sánchez, que era compositor, vocalista y gatillero de las mafias, y lo abrasaron a tiros, todo exquisitamente canónico, al salir de una cantina, en Sinaloa, por el narco o por una hembra. O por las dos cosas. Así que, tras darle muchas vueltas al asunto, decidí escribir un corrido de quinientas páginas y mezclar en él dos mundos, dos fronteras, dos tráficos.
Arturo Pérez-Reverte, 2002.

Los Tigres del Norte, en correspondencia, compusieron y grabaron la canción de “La Reina del Sur” en 2002, este corrido resume en unas pocas estrofas la novela de quinientas páginas de Pérez-Reverte, la cual también se grabó como telenovela, con el mismo título, en 2011. 
La compositora mexicana Gabriela Ortiz retomó la historia de Camelia y Emilio para hacer una ópera con el título de Únicamente la verdad. Esta obra fue estrenada en Bloomington, Indiana, en 2008. Fue presentada en la Ciudad de México en 2010 y en Long Beach, California en 2013.
En 2014, Telemundo comenzó a emitir la telenovela Camelia la Texana protagonizada por Sara Maldonado.

## Intérpretes
Además de Los Tigres del Norte, la canción también ha sido interpretada por Ramón Ayala, Los Aduanales, Los Renegados, Los Alegres de Terán, La Lupita y Julieta Venegas.